# Original Tuxedo Jazz Band
Die Original Tuxedo Jazz Band ist eine von Papa Celestin gegründete und bis zu dessen Tod geleitete Jazz-Band in New Orleans. In den 1920er Jahren spielten sie in verschiedenen Outfits in gehobenen Night Clubs und als Tuxedo Brass Band als typische New Orleans-Brass Band. Die Original Tuxedo Jazz Band bestand auch nach dem Tod von Papa Celestin weiter.
Sie wurde 1910 von Papa Celestin gegründet und spielte in der Tuxedo Dance Hall im Vergnügungsviertel Storyville von New Orleans (North Franklin Street). Mitglieder waren George Filhé (Posaune), Peter Bocage (Violine), Lorenzo Tio Klarinette, T. Brouchard (Bass), Manuel Manetta am Klavier und Louis Cottrell senior am Schlagzeug. Sie behielten den Namen Tuxedo auch bei, als die Tanzhalle 1913 nach einer Schießerei, bei der der Besitzer starb, geschlossen wurde und existierte auch weiter, nachdem das Storyville-Vergnügungsviertel 1917 geschlossen wurde. In gewisser Weise wurde die Tuxedo Brass Band sogar 1917 gegründet, als Manuel Perez zeitweise seine Onward Brass Band auflöste, von der Musiker in die Tuxedo Brass Band wechselten. 1921 und 1922 spielte Louis Armstrong in der Brass Band. Weitere Mitglieder waren Alphonse Picou, Mutt Carey, Jimmie Noone, Johnny Dodds, Zutty Singleton, Lorenzo Tio, Peter Bocage und Willie Pajeaud.
Aus der Brass Band entwickelte sich in den 1920er Jahren das Tanzorchester Original Tuxedo Jazz Band, deren Mitglieder in Smokings (Tuxedos) auftraten, und die in den 1920er Jahren in gehobenen Gesellschaftskreisen in New Orleans sehr populär waren. Neben dieser Tanzband, dem Original Tuxedo Jazz Orchester, hatte Papa Celestin noch weiter in den 1920er Jahren seine Brass Band. 1925 nahmen sie für Okeh Records auf. Bald darauf kam es zum Streit zwischen Celestin und dem Ko-Leiter William „Bebé“ Ridgley (1882–1961) und beide gründeten jeweils eigene Bands unter diesem Namen, die sich Konkurrenz machten, bis Ridgley 1936 aus Gesundheitsgründen aufgeben musste. 
Nach dem Tod von Celestin 1954 übernahm nach Celestins Wunsch der Posaunist Eddie Pierson die Band und 1958 der Banjospieler Papa French. Nach seinem Tod 1977 übernahm sein Sohn, der Schlagzeuger Bob French die Leitung, und nach seinem Tod 2011 Gerald French, Schlagzeuger und Neffe von Bob French.